# Bogodinț, Caraș-Severin
Bogodinț este un sat în comuna Sasca Montană din județul Caraș-Severin, Banat, România.

## Legături externe

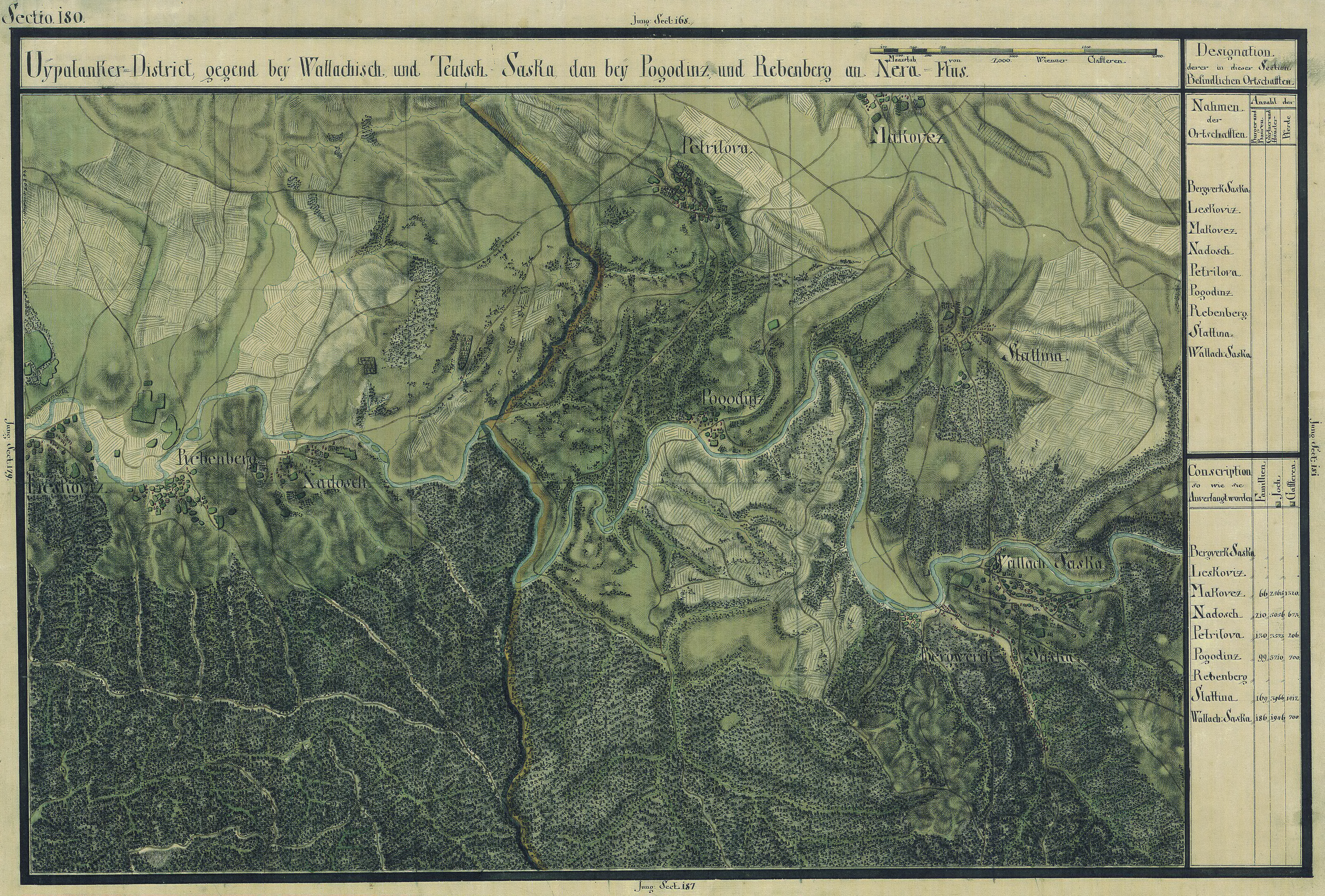
Bogodinț în Harta Iosefină a Banatului, 1769-72